# Typ 75 (Panzerhaubitze)
Die Typ 75 (jap. 75式自走155mmりゅう弾砲, 75-shiki jisō 155mm ryūdanhō, dt. „Typ-75-Selbstfahr-155-mm-Artillerie“) ist eine Panzerhaubitze der japanischen Bodenselbstverteidigungsstreitkräfte. Die Typ-75-Haubitze wurde gleichzeitig mit dem Typ-74-Kampfpanzer entwickelt und benutzt teilweise dieselben Komponenten. Mitsubishi Heavy Industries entwickelte die Wanne, während Japan Steel Works für Waffe und Turm zuständig war. 1971/72 wurden zwei Prototypen mit unterschiedlichen Ladesystemen fertiggestellt. Testfahrten wurden 1973/74 durchgeführt, im Oktober 1975 wurde das Waffensystem in Dienst gestellt. Zur gleichen Zeit wurde der Typ 74 eingeführt, dessen Hauptwaffe ein 105-mm-Kaliber hatte. Die Haubitze besitzt mit Standardmunition eine Reichweite von 19 km, mit raketengetriebenen Granaten werden 24 km erreicht.
2001 waren noch 201 Stück in Dienst, diese werden mit der Zeit durch die modernere Typ-99-Haubitze ersetzt.

## Technische Daten

### Waffe
- Richtbereich: −5° bis +65° × 360°
- 1000 Schuss MG-Munition
- 28 Granaten

### Mobilität
- maximale Steigung: 60 %
- 0,7 Meter Hindernis
- 2,5 Meter breite Gräben
- 1,3 Meter Wattiefe